# Ребекка Гіллінг
Ребекка Гіллінг (англ. Rebecca Gilling; нар. 3 листопада 1953, Сідней) — австралійська акторка та модель.

## Життєпис
Народилася 3 листопада 1953 року у Сіднеї в родині австралійця Дугласа Гіллінга, воєнного моряка, та англійки Бріджіт Гіллінг (1922—2009), феміністки та громадської активістки, де окрім неї були ще троє дітей. Її бабуся — англійська суфражистка Сесілі Корбетт Фішер (1885—1959).
По закінченні школи почала працювати моделлю. 1974 року дебютувала в кіно, виконавши роль Ванесси, подружки ватажка банди байкерів, у фільм «Стоун» Сенді Харбатта про поліцейського під прикриттям, який розслідує вбивства членів банди. Стрічка мала великий касовий усіх і отримала статус культової. Того ж року зіграла роль Діани Мур у фільмі «Номер 96», заснованому на однойменній мильній опері, а також дебютувала на телебаченні, з'явившись в одному з епізодів серіалу «Тихий номер». Наступного року знялася у фільмі «Людина з Гонконгу» за участю Джорджа Лейзенбі.
1983 року виконала роль Стефані Гарпер у серіалі «Повернення до Едему» за однойменним романом Розалінд Майлз. 1986 року знову зіграла Стефані в продовженні серіалу.
1993 року припинила акторську кар'єру, після чого працювала телеведучою, з'явилася в кількох документальних фільмах та працювала в некомерційній екологічній організації «Planet Ark».

## Особисте життя
1985 року Гіллінг вступила у шлюб з Тоні Прінглом. У пари народилися двоє дітей — дочка Емі (1987) та син Вільям (1991). Шлюб завершився розлученням 2003 року.

## Фільмографія
| Рік       |     | Українська назва                                                  | Оригінальна назва                                            | Роль                        |
| --------- | --- | ----------------------------------------------------------------- | ------------------------------------------------------------ | --------------------------- |
| 1974      | ф   | Стоун                                                             | Stone                                                        | Ванесса                     |
| 1974      | ф   | Номер 96                                                          | Number 96                                                    | Діана Мур                   |
| 1974      | с   | Тихий номер                                                       | Silent Number                                                | Мутіліті Крегг              |
| 1975      | ф   | Людина з Гонконгу                                                 | The Man from Hong Kong                                       | Анжеліка                    |
| 1975      | с   | Крісло в кінотеатрі                                               | Armchair Cinema                                              | секретарка                  |
| 1976      | тф  | Таємні двері                                                      | Secret Doors                                                 |                             |
| 1978      | с   | Школа Гленвью                                                     | Glenview High                                                | Роббі Дін                   |
| 1979—1981 | с   | Молоді лікарі                                                     | The Young Doctors                                            | Ліз Кеннеді                 |
| 1982      | с   | Сільська практика                                                 | A Country Practice                                           | Робін Ніколс                |
| 1983      | с   | Повернення до Едему                                               | Return to Eden                                               | Стефані Гарпер / Тара Веллс |
| 1984      | с   | Закон Карсона                                                     | Carson’s Law                                                 | Дебра Грейсон               |
| 1985      | с   | Струмок п'ятої милі                                               | Five Mile Creek                                              | міс Армстронг               |
| 1985      | ф   | Гола земля                                                        | The Naked Country                                            | Мері Діллон                 |
| 1986      | тф  | Блакитна блискавка                                                | The Blue Lightning                                           | Кейт Макквін                |
| 1986      | с   | Повернення до Едему 2                                             | Return to Eden                                               | Стефані Гарпер              |
| 1987      | кф  | Пір'я                                                             | Feathers                                                     | Френ                        |
| 1988      | тф  | Південні пагорби                                                  | Danger Down Under                                            | Шерон Гарріс                |
| 1988      | с   | Небезпечне життя                                                  | A Dangerous Life                                             | Енджі Фокс                  |
| 1989      | тф  | Святий в Австралії                                                | Fear in Fun Park / The Saint In Australia                    | Ейлін                       |
| 1990      | с   | Паперова людина                                                   | The Paper Man                                                | Вірджинія Морган            |
| 1990      | ф   | Цієї ночі в раю                                                   | Heaven Tonight                                               | Енні Дісарт                 |
| 1993      | с   | Сімейний лікар                                                    | G.P.                                                         | Дженна Кларк                |
| 1997      | док | Таємниця перлини                                                  | Mystique of the Pearl                                        | оповідач                    |
| 1999      | док | Стоун назавжди                                                    | Stone Forever                                                | у ролі самої себе           |
| 2008      | док | Не зовсім Голлівуд: Історія австралійського експлуатаційного кіно | Not Quite Hollywood: The Wild, Untold Story of Ozploitation! | у ролі самої себе           |